# Exocentrus seticollis
Exocentrus seticollis là một loài bọ cánh cứng trong họ Cerambycidae.